# CRTS J052209.7-350530
CRTS J052209.7-350530 — двойная катаклизмическая звезда в созвездии Голубя на расстоянии (вычисленном из значения параллакса) около 2566 световых лет (около 787 парсек) от Солнца. Видимая звёздная величина звезды — от +18,8m до +16,2m.
В 2021 году группой астрономов было объявлено об открытии коричневого карлика SSSJ0522-3505 b.

## Характеристики
Первый компонент — аккрецирующий белый карлик. Масса — около 0,76 солнечной, радиус — около 0,0112 солнечного. Эффективная температура — около 25000 K.
Второй компонент (SSSJ0522-3505 b) — коричневый карлик. Масса — около 42 юпитерианских, радиус — около 1,05 юпитерианского. Орбитальный период — около 0,06219343 суток. Удалён в среднем на 0,0028 а.е..